# Pablo Cuba
Pablo Alberto Cuba (Córdoba, Argentina; 8 de octubre de 1979) es un exfutbolista argentino. Jugaba como delantero y su primer equipo fue Talleres de Córdoba. Su último club antes de retirarse fue San Martín de San Juan.

## Trayectoria
La historia se inició a mediados de 1998 cuando a la espera de refuerzos para el recién ascendido Talleres de Córdoba, Ricardo Gareca se vio obligado a utilizar juveniles como recambio en las primeras fechas de aquel Apertura. Así se explica el debut de un joven e inexperto Pablo Cuba en una derrota 4 a 2 ante Racing en el Estadio Mario Alberto Kempes. Tuvo un partido más y tras seis meses en el club lo mandaron al Nacional B para jugar en Tigre, donde marcó 1 gol en 6 partidos. De regreso en Barrio Jardín, se mantuvo otro semestre en el banco de suplentes sin poder jugar. Hasta que le sucedió lo impensado.
El 10 de marzo de 2001 y en su primer partido como titular, Pablo Cuba le convirtió 2 goles al River de Ortega, Saviola y Pedro Sarabia para la contundente victoria de La T por 3 a 1. Rápidamente, el atacante cambió su hándicap y terminó el año con 12 goles en su cuenta personal. En octubre de 2001 destacó una gran actuación frente a Peñarol de Montevideo; al que le convirtió tres goles por la Copa Mercosur 2001.
Con ese antecedente, Cuba fue la vedette del mercado de pases post crisis del 2001, donde Independiente y San Lorenzo se batieron a duelo para hacerse con sus servicios. Para sumar más confusión al panorama, su representante arregló con Los Diablos y Carlos Granero, el dueño de su ficha, lo hizo con Los Santos. La situación la resolvió el mismo jugador, a quien le pusieron una remera de cada equipo en los extremos de la habitación y le preguntaron: ¿a quién querés más? Y el jugador eligió al Rey de Copas.
Debutó en el Independiente de Néstor Clausen, paradójicamente, en la victoria 2 a 1 sobre Racing en el cilindro. Al siguiente partido marcó su único gol con la camiseta roja en la derrota contra Newell´s por 3 a 2. El resto del torneo el delantero mostró una evidente falta de estado físico además de la mira totalmente descalibrada.
En ese recordado Clausura, Independiente salió en último lugar y luego, con la llegada de Gallego, Cuba se vio obligado a ver desde la platea al Rojo campeón del Apertura 2002. En el siguiente torneo el delantero jugó cerca de 120 minutos divididos en 3 partidos.
En Talleres, como siempre, lo recibieron con los brazos abiertos y en esa temporada Cuba disputó 9 encuentros -incluida la promoción ante Argentinos- y tuvo el esperado epílogo ya que J. J. López estaba al timón de su primer Titanic. Tras el descenso se fue al Nacional B, lugar de donde nunca más podría escapar. Primero jugó en Unión de Santa Fe y luego en un puñado de partidos más con Talleres. Entre medio, metió 6 partidos en su decorativo paso por The Strongest de Bolivia.
Cinco partidos en Ben Hur en la primera mitad de 2006 y 11 cotejos en San Martín de San Juan en la temporada 2006/2007 dieron punto final a una carrera y a un físico que no daban para más. Con apenas 27 años, Pablo Cuba colgó los botines.

## Clubes
| Club                   | País      | Año       |
| ---------------------- | --------- | --------- |
| Talleres de Córdoba    | Argentina | 1998-1999 |
| Tigre                  | Argentina | 1999-2000 |
| Talleres de Córdoba    | Argentina | 2000-2001 |
| Independiente          | Argentina | 2002-2003 |
| Talleres de Córdoba    | Argentina | 2003-2004 |
| Unión de Santa Fe      | Argentina | 2004      |
| The Strongest          | Bolivia   | 2005      |
| Talleres de Córdoba    | Argentina | 2005      |
| Ben Hur de Rafaela     | Argentina | 2006      |
| San Martín de San Juan | Argentina | 2006-2007 |

## Palmarés
| Título           | Club          | País      | Año    |
| ---------------- | ------------- | --------- | ------ |
| Primera División | Independiente | Argentina | A-2002 |